# Sarah Hicks (Badminton)
Sarah Hicks (* 2. März 1978) ist eine australische Badmintonspielerin.

## Karriere
Sarah Hicks nahm 1998 an den Commonwealth Games teil, wo sie mit dem australischen Team Bronze gewinnen konnte. Im Einzel schied sie dagegen schon in der ersten Runde aus. Bei den Victoria International wurde sie 1996 Zweite und 1997 Dritte. Bei den New Zealand Open 1997 belegte sie Rang zwei, bei den Australia Open 1997 und 1998 jeweils Rang drei.